# 中国国家女子水球队
中国国家女子水球队（简称中国女水）是一支代表中国出战各种国际赛事的水球队，2004年首次成立。

## 概述
中国女水直到2004年才成立，相比欧美一些水球发达国家很是落后，最初成绩并不好。2005年世锦赛是国家队第一次征战世界大赛，但最终排名垫底。为改变这一现状，2007年11月中国队聘请了世界著名教练胡安（西班牙人）担任球队主教练，胡安给中国队带来了先进的技战术理念和训练方法。国内有5个省市成立了水球队，不过从事这样运动的选手依然很少，只有60余人，但就是在这样的大环境下，中国队在北京奥运会上获得第5名，2011年世锦赛更是夺得了银牌。

## 成绩

### 夏季奥运会
| 年份   | 举办地     | 總排名 | 場數 | 勝 | 負 |
| ------ | ---------- | ------ | ---- | -- | -- |
| 2008年 | 北京       | 5      | 5    | 2  | 3  |
| 2012年 | 伦敦       | 5      | 6    | 2  | 4  |
| 2016年 | 里约热内卢 | 7      | 6    | 1  | 5  |
| 2020年 | 东京       | 8      | 5    | 2  | 3  |

### 世界锦标赛
| 年份   | 举办地   | 總排名 | 場數 | 勝 | 負 |
| ------ | -------- | ------ | ---- | -- | -- |
| 2005年 | 蒙特利尔 | 16     |      |    |    |
| 2007年 | 墨尔本   | 14     |      |    |    |
| 2009年 | 罗马     | 11     |      |    |    |
| 2011年 | 上海     | 2      | 7    | 5  | 2  |